# Aspen Movie Map
Presso l'Architecture Machine Group del MIT, nel 1978, venne progettato la prima mappa interattiva della storia, la Aspen Movie Map, anticipando di 30 anni la mappa interattiva di Google, cioè Google Street View (oggi con tecnologia 3D). Il direttore del progetto fu Andrew Lippman e il finanziatore fu ARPA.

## Caratteristiche
Questa prima mappa era interattiva e multimediale, ed era stata progettata e realizzata per consentire un viaggio virtuale nella città di Aspen in Colorado.
L'utente aveva a disposizione la possibilità di scegliere tra alcune opzioni, per esempio quella del tempo (permetteva di scegliere le stagioni) quella dell'epoca storica.
Attraverso una serie di 50.000 frame, contenuti su un videodisco, l'utente poteva accedere al primo tour virtuale. Questa tecnologia consentiva di "girare" per le strade di Aspen cambiando a piacimento le direzioni da seguire. Altra innovazione era quella che consentiva all'utente di poter iniziare il viaggio scegliendo il punto di partenza.